# Єфстафій Алтініс

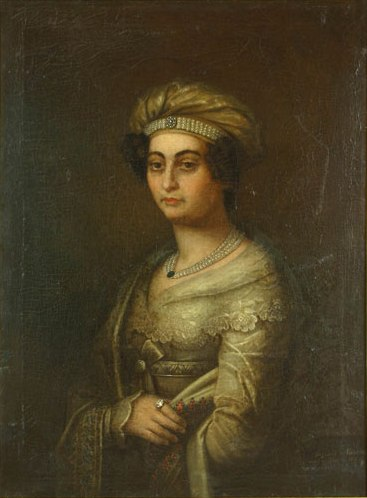
Портрет невідомої жінки у західному стилі

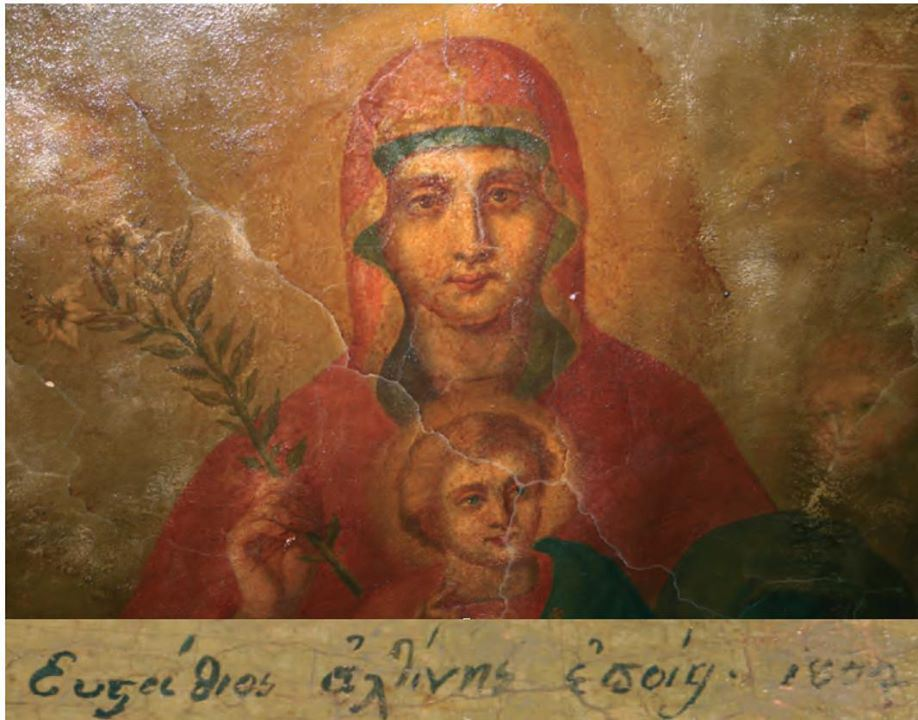
«Панагія» (Марія та Ісус)

Єфстафій Алтініс (грец. Ευστάθιος Αλτίνης; близько 1772, Загора — 1815, Ясси) — молдавський і румунський художник грецького походження; автор творів декоративного мистецтва та іконостасу.

## Біографія
Народився в 1772 в грецькому селі Загора, на горі Пеліон, тоді в межах Османської імперії. Дитинство пройшло під час грецького повстання і російсько-турецької війни.
У 1780 прихильники грецької незалежності зазнали репресій. Сім'я Алтініса втекла до Яссі, яке на той час було прикордонним містом в напівавтономній провінції. Там він вперше вивчав мистецтво у місцевого художника на ім'я Ніколае.
Його талант привернув увагу, тому в 1789 за підтримки Олександра Іпсілантіса, воєводи Валахії, він зміг поїхати до Відня, щоб вступити до Академії образотворчих мистецтв. Там він навчався у Генріха Фрідріха Фюгера, Йоганна Баптиста Лампі та Губерта Маурера. Це було його першим значним впливом західного мистецтва. Пізніше він успішно включив перспективу та світлотінь у традиційний іконопис. Оскільки Яссі в той період перебував під російською окупацією, князя Григорія Потьомкіна також вважали його покровителем.
Протягом останніх років він керував класом живопису в Князівській академії Яссі.

## Творча діяльність
У 1802 художник написав свої перші ікони для церкви Бану в Яссі на замовлення Яков Стамати (1748—1803), митрополита Молдавського. Одні з найвідоміших його іконостасів були створені для церкви Святого Спиридона в 1813 р.. На одному із них зобразений епізод із життя митрополита, який замовив роботу.
Євстафій Алтініс створив ікони для Римського єпископального собору і виготовив кілька портретів нерелігійного характеру; переважно жінок.